# Gorica (gmina Moravče)
Gorica – wieś w Słowenii, w gminie Moravče. W 2018 roku liczyła 141 mieszkańców.